# Stadtgericht Falkenberg und Schurgast
Das Stadtgericht Falkenberg und Schurgast war ein preußisches Land- und Stadtgericht mit Sitz in Falkenberg.

## Geschichte
Mit der preußischen Städteordnung von 1808 verloren die Magistrate ihre Funktion als Eingangsgerichte und es wurden staatliche Stadtgerichte eingerichtet. Nach dem Ende der Befreiungskriege wurden die staatlichen Gerichte (Stadtgerichte und Justizämter) zu Land- und Stadtgerichten zusammengefasst. In Falkenberg lautete der Name des Gerichtes weiter Stadtgericht, da sein Sprengel überwiegend Städte umfasste. Zuständiges Oberlandesgericht war das Oberlandesgericht Ratibor.
Sein Sprengel umfasste die Städte Falkenberg mit 1429 Einwohnern (1837) und die Schurgast mit 684 Einwohnern sowie sechs Ortschaften mit zusammen 1447 Einwohnern, also zusammen 3560 Gerichtseingesessene. Die Ortschaften waren Jatzdorf (Anteil), Schurgast, Schloss Schurgast und die vom Stadtgericht verwalteten Patrimonialgerichte Lammsdorf sowie Kaltsecke und Nicoline. In Schurgast und Lammsdorf wurden Gerichtstage gehalten. 
Am Gericht waren ein Land- und Stadtrichter ein Subalterner und ein Unterbeamter beschäftigt. Es handelte sich um ein Gericht 2. Klasse, d. h. da das Gericht weniger als drei Richter hatte, konnten diese nicht als Spruchkörper gemeinsam Beschlüsse fassen.
Das Gericht hatte seinen Sitz in einem Gebäude der Stadt Falkenberg.
1849 wurden einheitlich Kreisgerichte gebildet. In Falkenberg entstand so das Kreisgericht Falkenberg.